# Carcagny
Carcagny est une commune française, située dans le département du Calvados en région Normandie, peuplée de 275 habitants.

## Géographie
La commune est dans le Bessin. Son bourg est à 8,5 km au sud-est de Bayeux, à 9 km au sud-ouest de Creully, à 9 km au nord de Tilly-sur-Seulles et à 21 km au nord-ouest de Caen.
Carcagny est située sur le bord de la route nationale 13 (entre Bayeux et Caen). Le territoire est traversé par la Seulles, dans le hameau de la Rivière.
Hameaux : Grande Rue, l'Église, la Rivière, le Val, Saint-Léger, la Butte, Vieux-Pont, Bout de Ville, Crottes.
| Vaux-sur-Seulles | Martragny              | Martragny              |
| Nonant           | Carcagny               | Coulombs, Loucelles    |
| Nonant           | Ducy-Sainte-Marguerite | Ducy-Sainte-Marguerite |

Le 1er janvier 2017, la commune passe de l'arrondissement de Caen à celui de Bayeux.

### Hydrographie
La commune est située dans le bassin Seine-Normandie. Elle est drainée par la Seulles et  et un autre petit cours d'eau,.
La Seulles, d'une longueur de 72 km, prend sa source dans la commune de Dialan sur Chaîne et se jette  dans la baie de Seine à Courseulles-sur-Mer, après avoir traversé 31 communes. 

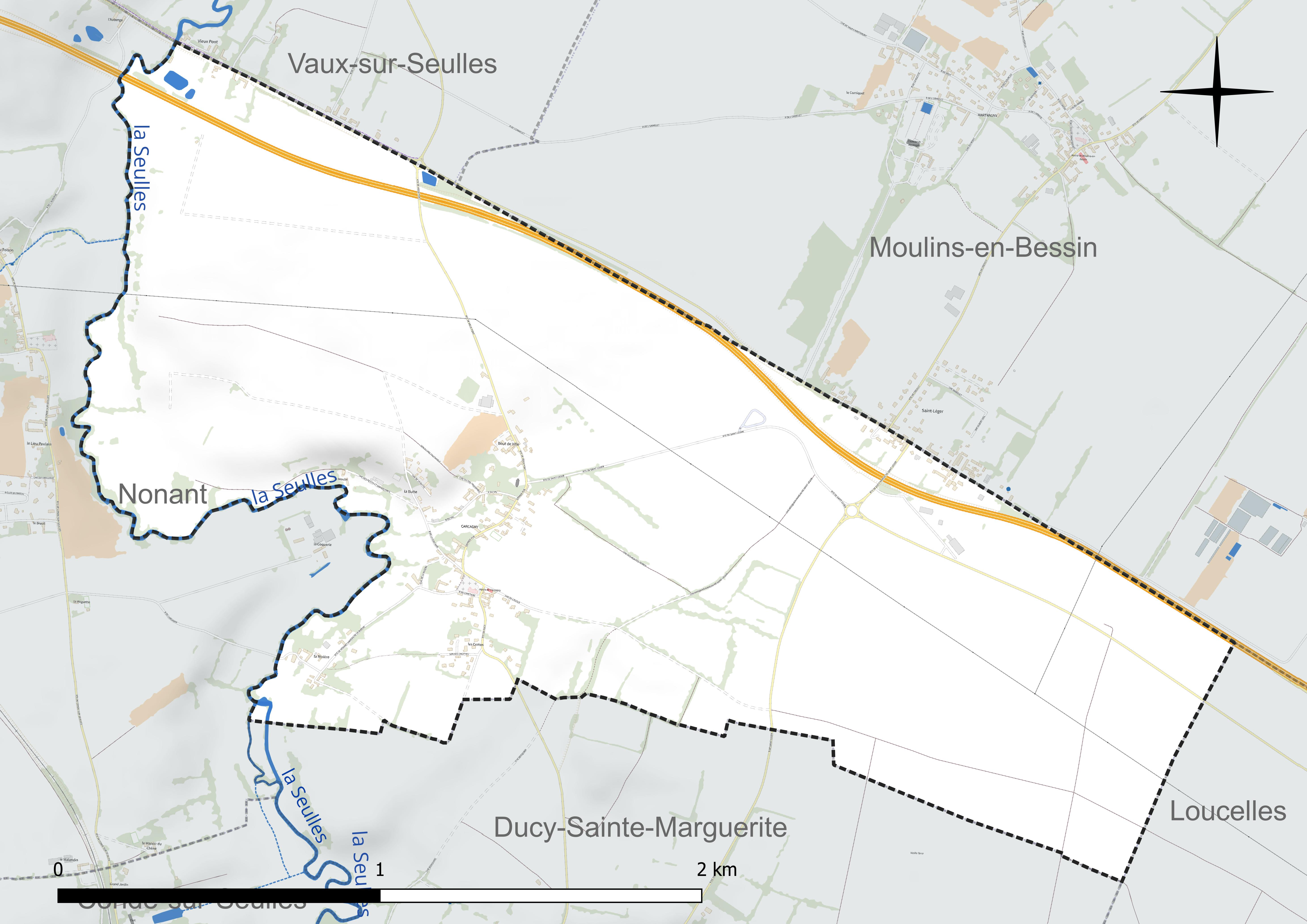
Réseau hydrographique de Carcagny.

### Climat
Pour des articles plus généraux, voir Climat de la Normandie et Climat du Calvados.
En 2010, le climat de la commune est de type climat océanique altéré, selon une étude du CNRS s'appuyant sur une série de données couvrant la période 1971-2000. En 2020, Météo-France publie une typologie des climats de la France métropolitaine dans laquelle la commune est exposée à un climat océanique et est dans la région climatique  Normandie (Cotentin, Orne), caractérisée par une pluviométrie relativement élevée (850 mm/a) et un été frais (15,5 °C) et venté. Parallèlement le GIEC normand, un groupe régional d'experts sur le climat, différencie quant à lui, dans une étude de 2020, trois grands types de climats pour la région Normandie, nuancés à une échelle plus fine par les facteurs géographiques locaux. La commune est, selon ce zonage, exposée à un « climat des plateaux abrités », correspondant à la plaine agricole de Caen à Falaise, sous le vent des collines de Normandie et proche de la mer, se caractérisant par une pluviométrie et des contraintes thermiques modérées.
Pour la période 1971-2000, la température annuelle moyenne est de 10,7 °C, avec  une amplitude thermique annuelle de 11,6 °C. Le cumul annuel moyen de précipitations est de 782 mm, avec 12,7 jours de précipitations en janvier et 7,7 jours en juillet. Pour la période 1991-2020, la température moyenne annuelle observée sur la station météorologique la plus proche, située sur la commune de Carpiquet à 14 km à vol d'oiseau, est de 11,5 °C et le cumul annuel moyen de précipitations est de 740,3 mm,. Pour l'avenir, les paramètres climatiques de la commune estimés pour 2050 selon différents scénarios d'émission de gaz à effet de serre sont consultables sur un site dédié publié par Météo-France en novembre 2022.

## Urbanisme

### Typologie
Au 1er janvier 2024, Carcagny est catégorisée commune rurale à habitat dispersé, selon la nouvelle grille communale de densité à 7 niveaux définie par l'Insee en 2022.
Elle est située hors unité urbaine. Par ailleurs la commune fait partie de l'aire d'attraction de Caen, dont elle est une commune de la couronne,. Cette aire, qui regroupe 296 communes, est catégorisée dans les aires de 200 000 à moins de 700 000 habitants,.

### Occupation des sols
L'occupation des sols de la commune, telle qu'elle ressort de la base de données européenne d'occupation biophysique des sols Corine Land Cover (CLC), est marquée par l'importance des territoires agricoles (94,2 % en 2018), une proportion identique à celle de 1990 (94,2 %). La répartition détaillée en 2018 est la suivante : 
terres arables (80 %), prairies (10,4 %), zones urbanisées (5,8 %), zones agricoles hétérogènes (3,8 %). L'évolution de l'occupation des sols de la commune et de ses infrastructures peut être observée sur les différentes représentations cartographiques du territoire : la carte de Cassini (XVIIIe siècle), la carte d'état-major (1820-1866) et les cartes ou photos aériennes de l'IGN pour la période actuelle (1950 à aujourd'hui).

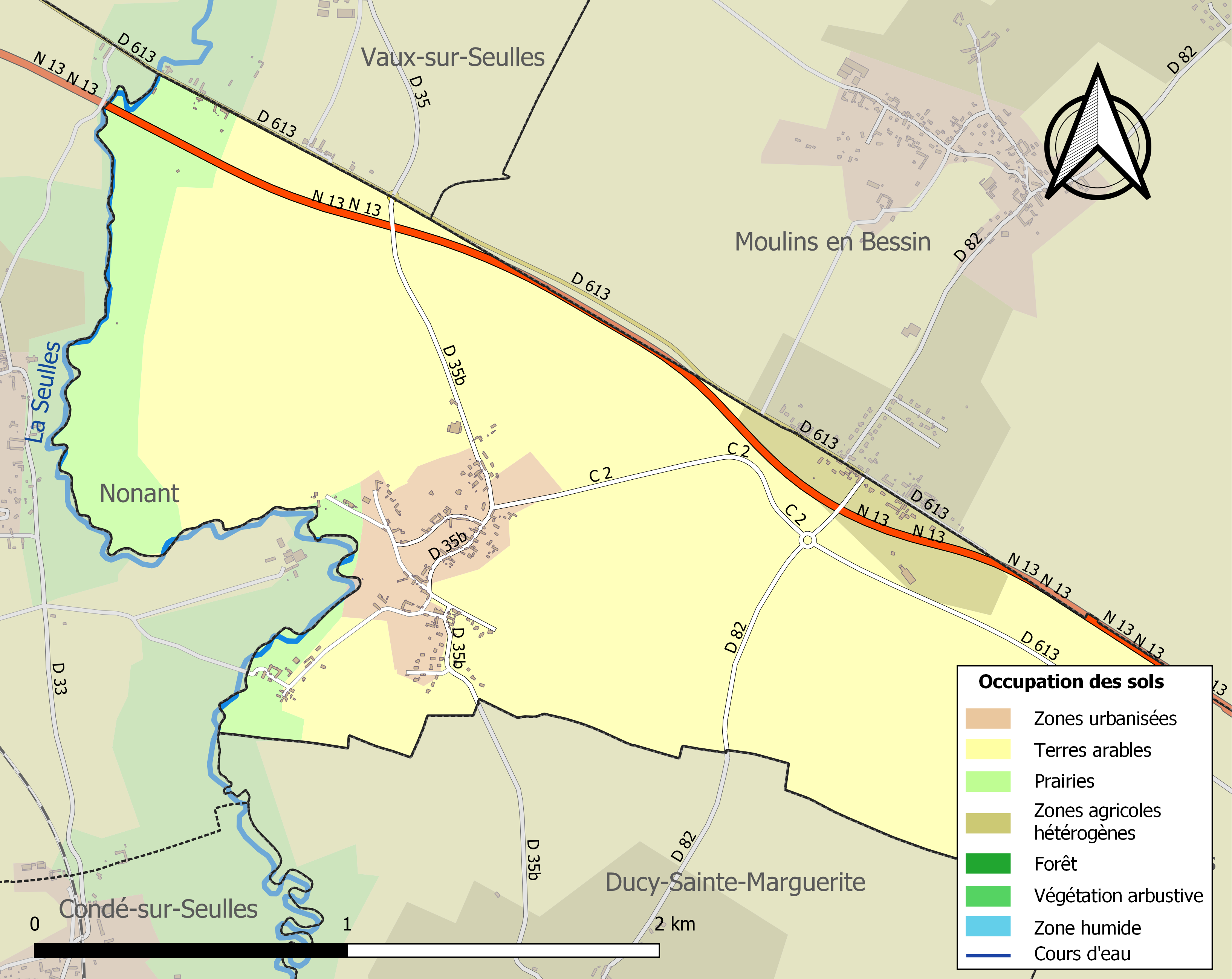
Carte des infrastructures et de l'occupation des sols de la commune en 2018 (CLC).

## Toponymie
Le nom de la localité est attesté sous les formes latinisées Quarquengneyum au XIe siècle, Carchinneio en 1089 (ANS 1966). Du patronyme roman Carcanius et du suffixe gallo-roman *ACU « domaine de ».
Le gentilé est Carcois.

## Histoire
L'église appartenait au chapitre de la cathédrale de Bayeux par donation de Philippe d'Harcourt, confirmée en 1153. À la fin du XIIe siècle, la seigneurie appartenait à Richard du Hommet, un siècle plus tard, elle fut achetée par l'évêque de Bayeux. L'abside circulaire est ornée de colonnettes très bien conservées. La grosse cloche a été nommée Jeanne par Jeanne Le Noble, le parrain était Antoine Guillot (1707). La municipalité a été formée le 24 janvier 1790.
Le curé Jacques Le Touzey fit des dons à l'église et légua en 1820 une portion d'immeuble à la fabrique afin d'y construire un presbytère. Il existait une société coopérative laitière au hameau de la Rivière.

## Politique et administration
| Période                                  | Période      | Identité                     | Étiquette | Qualité |
| ---------------------------------------- | ------------ | ---------------------------- | --------- | ------- |
| 1793 ?                                   | ?            | Guillaume Blet               |           |         |
| 1795?                                    | ?            | Pierre Julien Brisset        |           |         |
| 1801?                                    | ?            | Jacques Laloe                |           |         |
| 1803 ?                                   | ?            | Georges Letourneur           |           |         |
| 1809?                                    | ?            | Julien Brisset               |           |         |
| 1842?                                    | ?            | Pierre Guillot               |           |         |
| 1847?                                    | ?            | Georges Pitard               |           |         |
| 1853?                                    | ?            | Jean André Lecornu           |           |         |
| 1860?                                    | ?            | Jean Jacques Guillot         |           |         |
| 1876?                                    | ?            | Albert Gabriel de Flambart   |           |         |
| 1889?                                    | ?            | Edouard Pierre François Blet |           |         |
| 1908?                                    | ?            | Constant Blet                |           |         |
| ?                                        | ?            | M. Savignat                  |           |         |
| 1944?                                    | ?            | Alphonse Dubois              |           |         |
| ?                                        | ?            | Paul Guillot                 |           |         |
| 1956                                     | 1970         | Fernand Chicot               |           |         |
| 1970 ?                                   | 1977         | Jean Dumont                  |           |         |
| 1974?                                    | 1956 ? Décès | André Bastard                |           |         |
| 1977                                     | mars 2008    | Joseph Lagrève               | SE        |         |
| mars 2008                                | En cours     | Marie-France Bouvet-Penard   | SE        |         |
| Les données manquantes sont à compléter. |              |                              |           |         |

Le conseil municipal est composé de dix membres (pour onze sièges) dont le maire et un adjoint.
Le village comportait autrefois une petite école (mitoyenne de l'actuelle mairie du village).

## Démographie
L'évolution du nombre d'habitants est connue à travers les recensements de la population effectués dans la commune depuis 1793. Pour les communes de moins de 10 000 habitants, une enquête de recensement portant sur toute la population est réalisée tous les cinq ans, les populations de référence des années intermédiaires étant quant à elles estimées par interpolation ou extrapolation. Pour la commune, le premier recensement exhaustif entrant dans le cadre du nouveau dispositif a été réalisé en 2005.
En 2022, la commune comptait 275 habitants, en évolution de −3,17 % par rapport à 2016 (Calvados : +1,58 %, France hors Mayotte : +2,11 %).
Carcagny a compté jusqu'à 563 habitants en 1836.
| 1793 | 1800 | 1806 | 1821 | 1831 | 1836 | 1841 | 1846 | 1851 |
| ---- | ---- | ---- | ---- | ---- | ---- | ---- | ---- | ---- |
| 495  | 502  | 555  | 555  | 557  | 563  | 551  | 521  | 466  |

| 1856 | 1861 | 1866 | 1872 | 1876 | 1881 | 1886 | 1891 | 1896 |
| ---- | ---- | ---- | ---- | ---- | ---- | ---- | ---- | ---- |
| 469  | 471  | 446  | 375  | 348  | 314  | 310  | 278  | 300  |

| 1901 | 1906 | 1911 | 1921 | 1926 | 1931 | 1936 | 1946 | 1954 |
| ---- | ---- | ---- | ---- | ---- | ---- | ---- | ---- | ---- |
| 274  | 276  | 224  | 224  | 207  | 221  | 212  | 219  | 201  |

| 1962 | 1968 | 1975 | 1982 | 1990 | 1999 | 2005 | 2006 | 2010 |
| ---- | ---- | ---- | ---- | ---- | ---- | ---- | ---- | ---- |
| 195  | 192  | 211  | 242  | 250  | 276  | 259  | 263  | 302  |

| 2015 | 2020 | 2022 | - | - | - | - | - | - |
| ---- | ---- | ---- | - | - | - | - | - | - |
| 283  | 281  | 275  | - | - | - | - | - | - |

## Lieux et monuments
- Église Saint-Pierre (XIe-XIXe siècles), abside circulaire ornée de colonnettes (XIe), vierge royale à l'enfant (XVIIe-XVIIIe siècles), confessionnal (XVIIIe siècle), cadran solaire.
- Château de style néo-gothique (XIXe siècle).
- Maison natale de Roland Lefranc, peintre officiel de la Marine, située au 17 de la Grande Rue (RD 35B), à l'angle avec la rue du Val.
- Manoir de la Noëtte.
- Les Tilleuls.
- Chalet de la Butte.

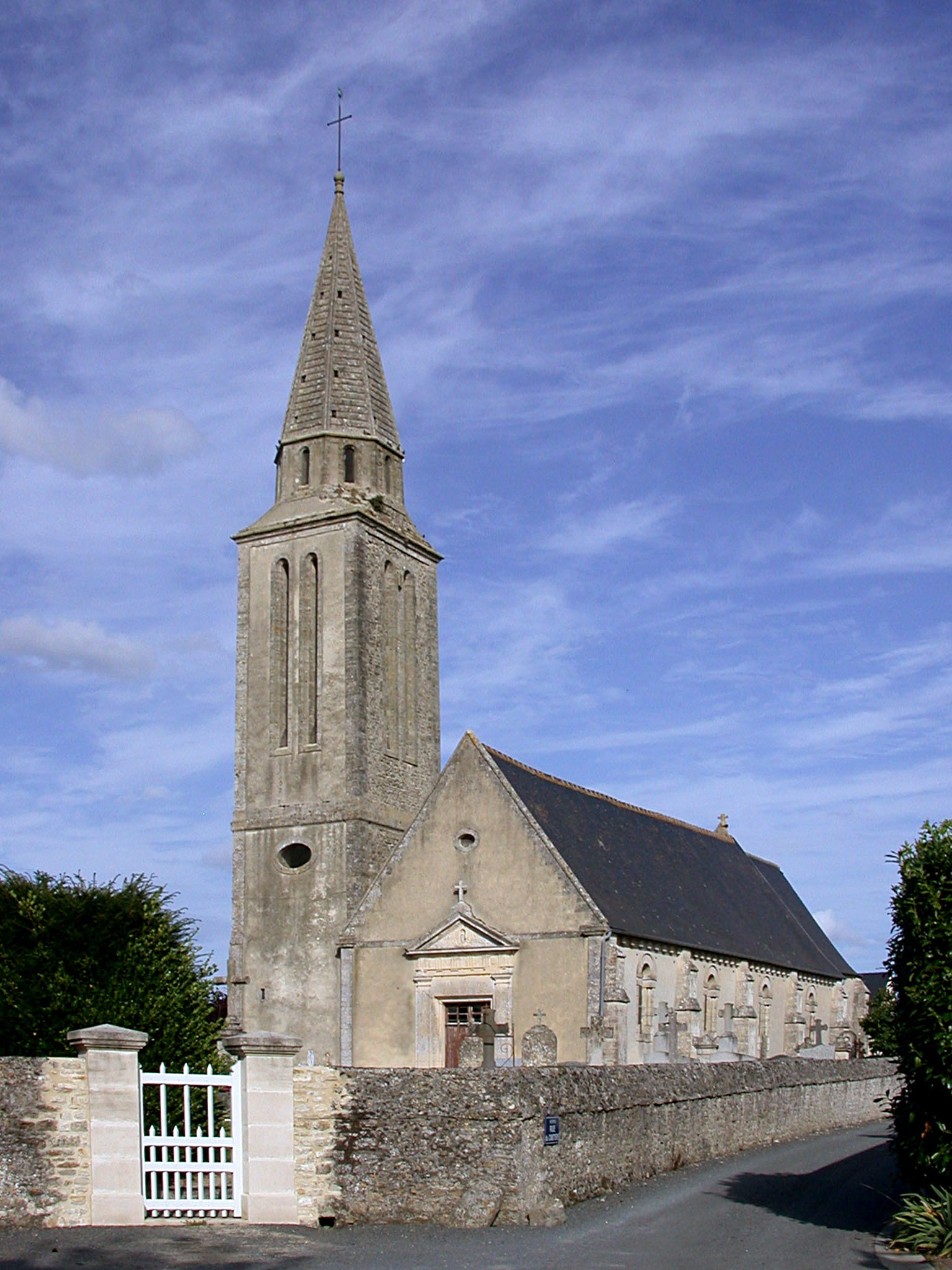
L'église Saint-Pierre.
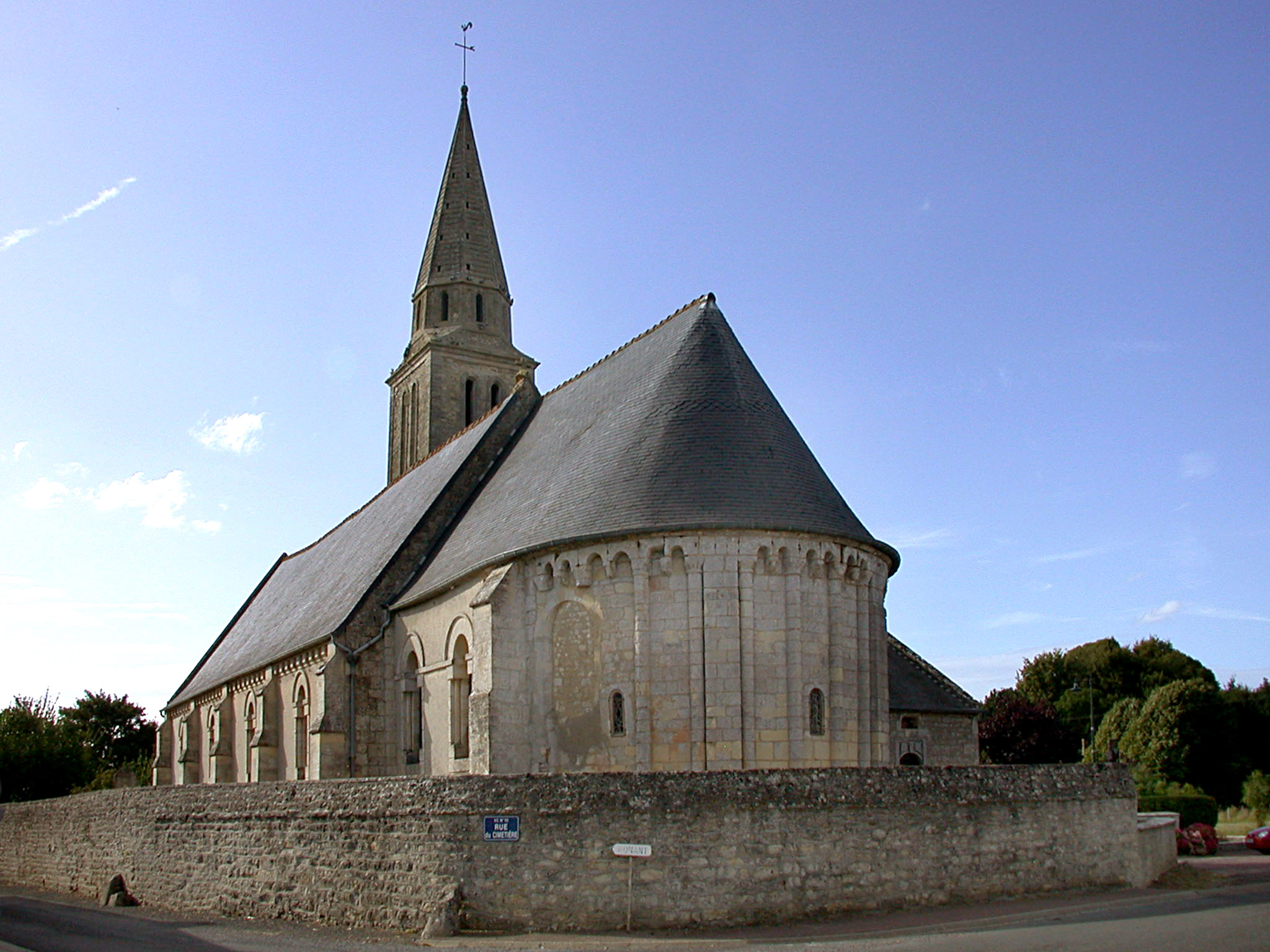
L'église Saint-Pierre.
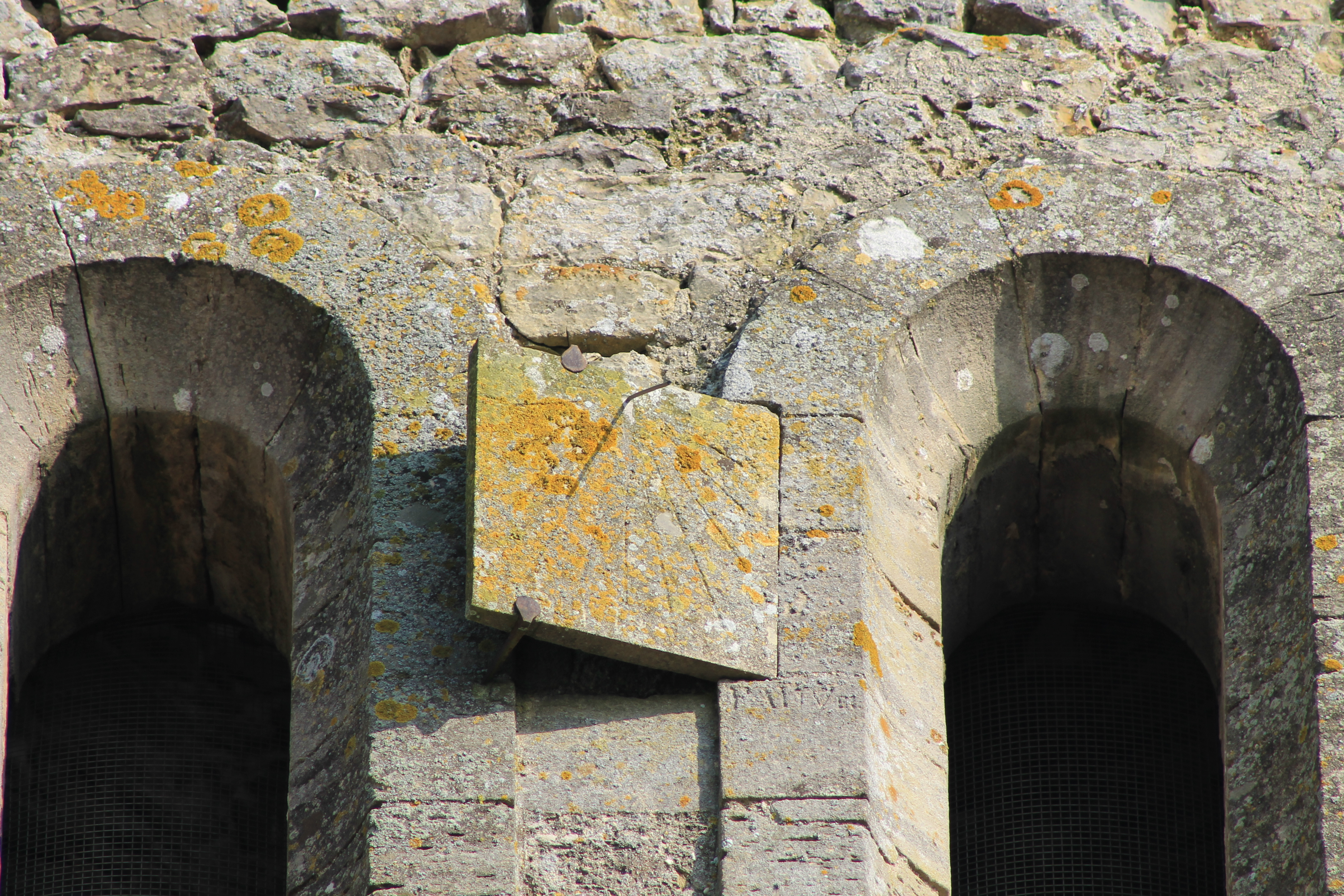
Cadran solaire sur le clocher de l'église.
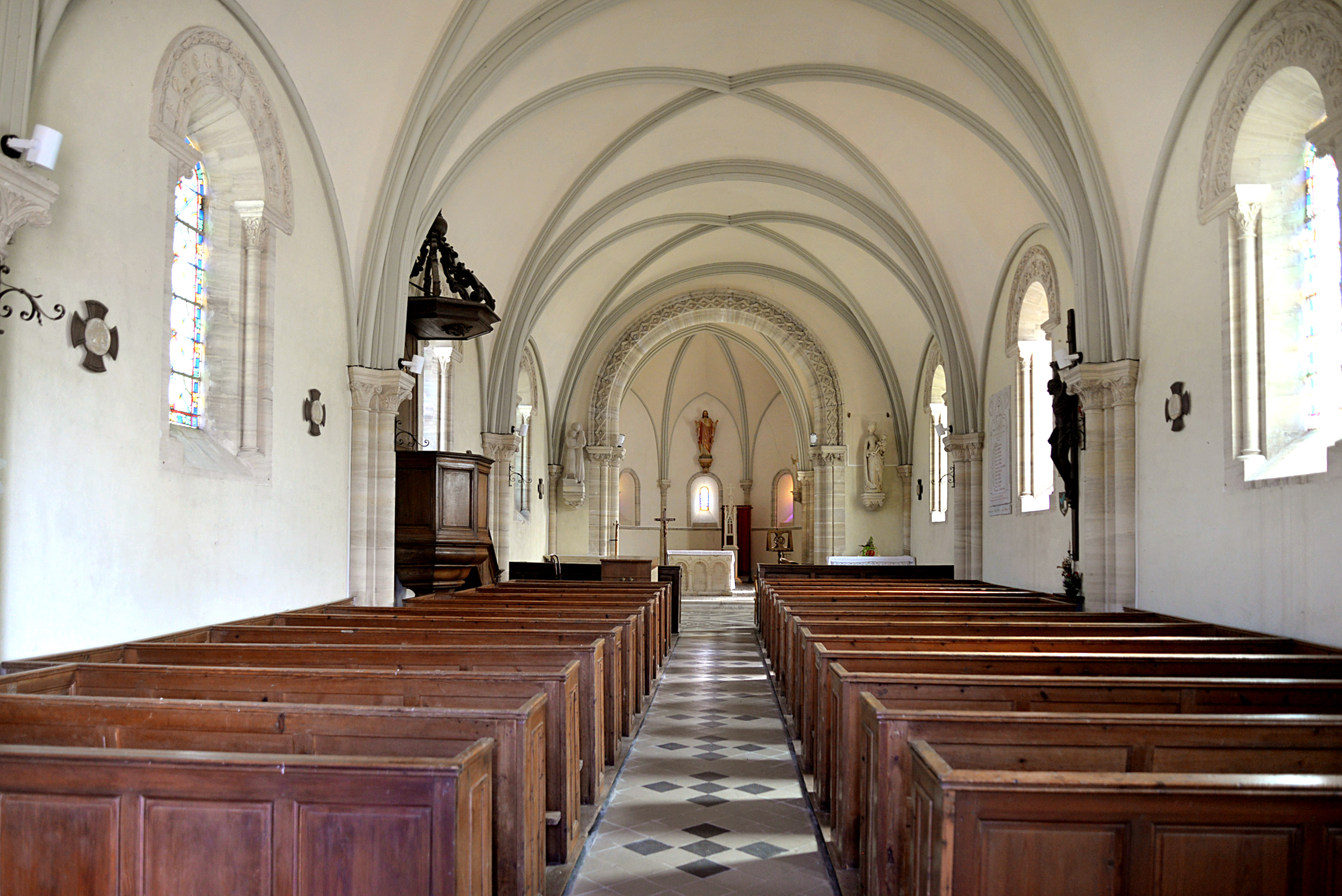
La nef de l'église Saint-Pierre.
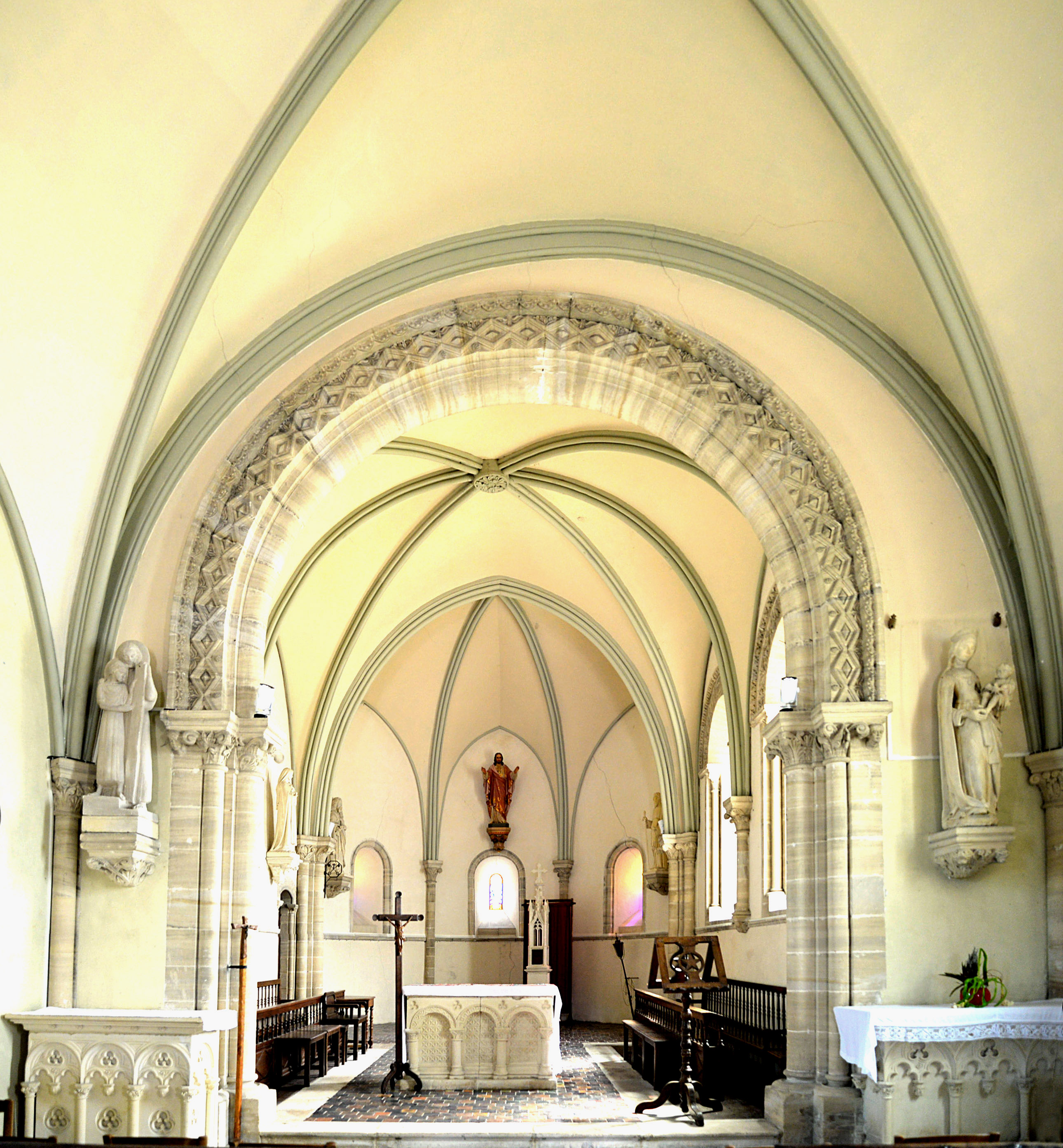
Le chœur de l'église Saint-Pierre.
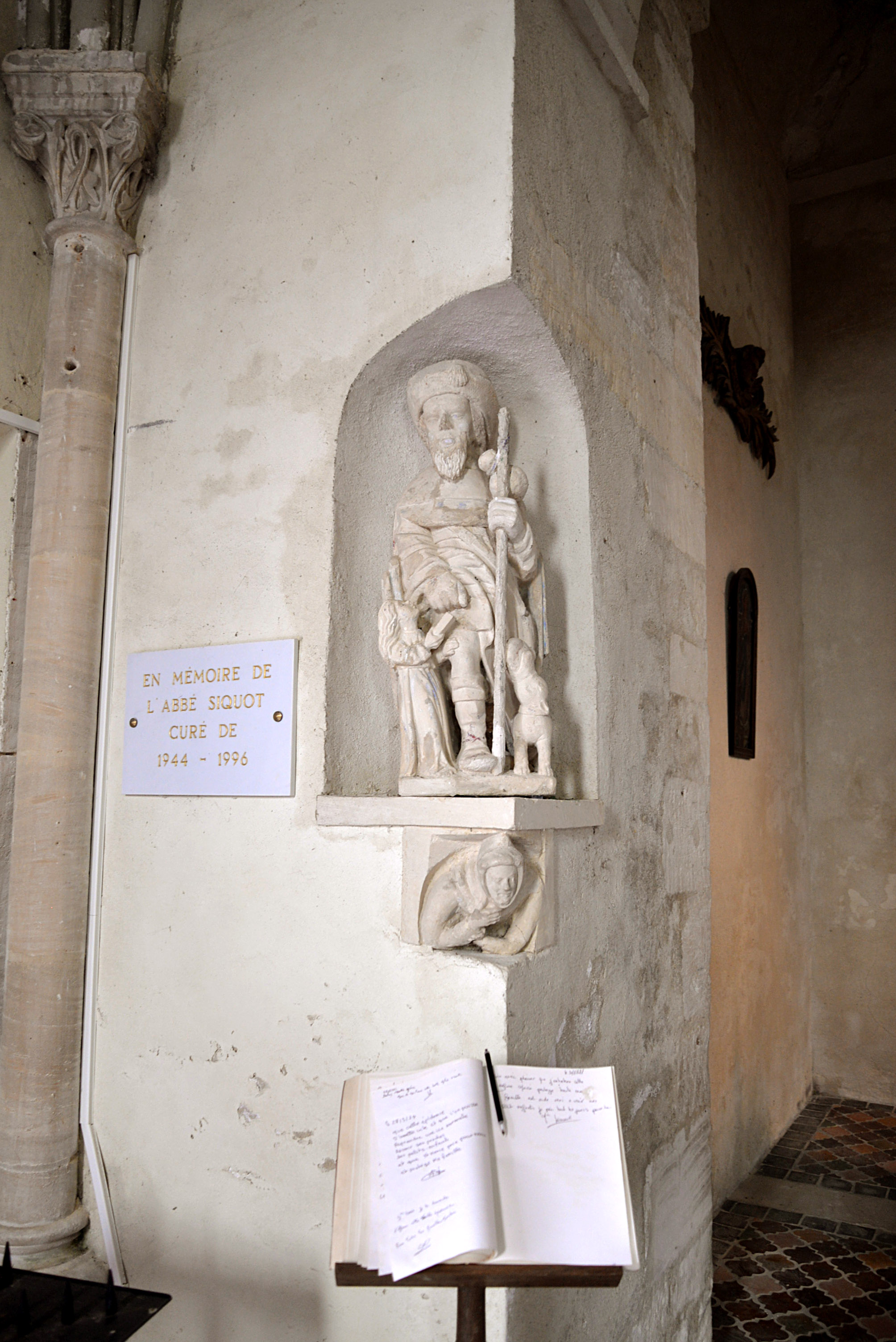
Statue de Saint-Roch.

## Activité et manifestations

### Jumelages
- Gąsawa (Pologne) depuis 1993.

### Manifestations
Fête patronale : Saint-Pierre.

## Personnalités liées à la commune
- Roland Lefranc (1931 à Carcagny - 2000), peintre, nommé peintre de la Marine en 1999.